# Turbulizator

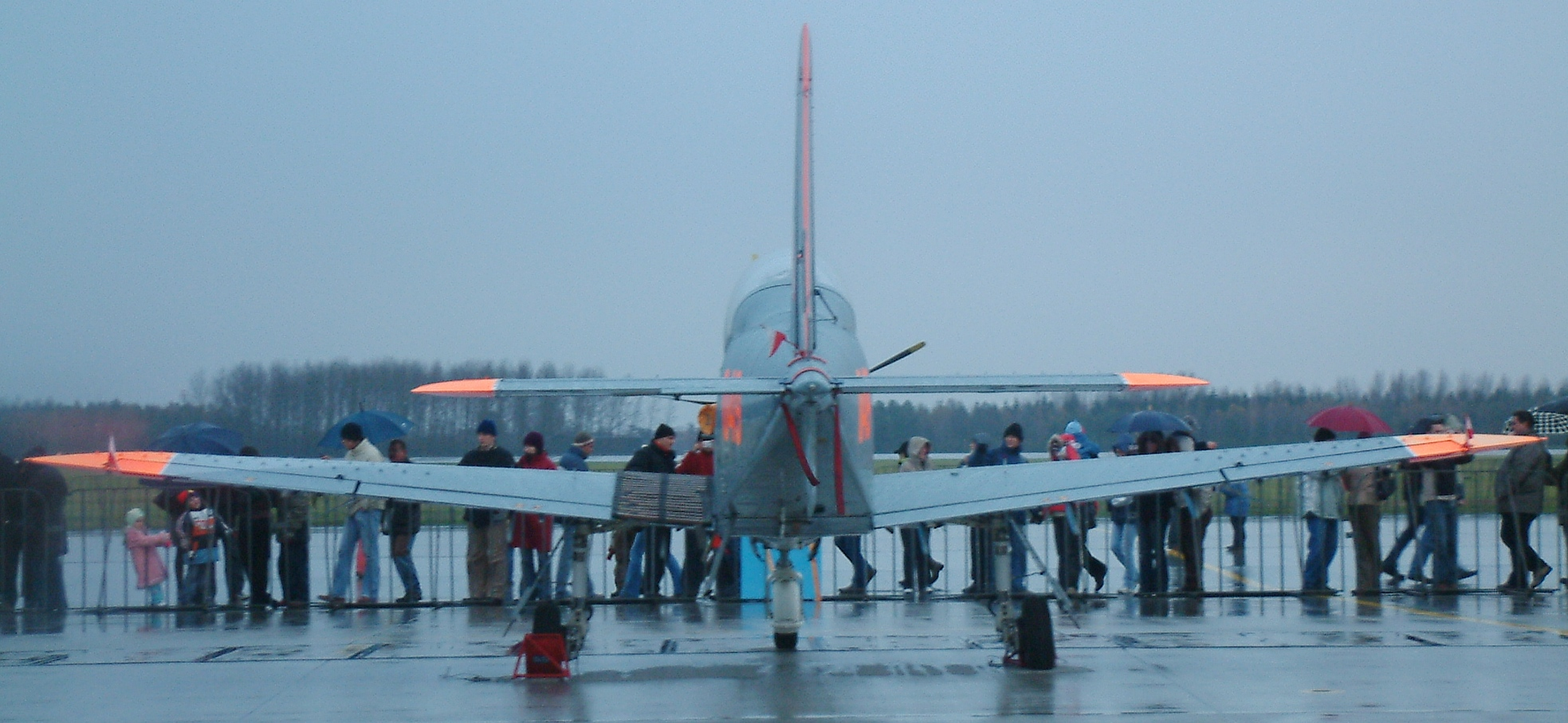
Rzędy turbulizatorów na skrzydłach samolotu PZL-130 Orlik.

Turbulizator – urządzenie służące do poprawy opływu skrzydła lub innej części statku powietrznego, poprzez generacje wiru (zturbulizowanie) w warstwie przyściennej zapobiegają lub opóźniają jej oderwanie. Umieszczone są zwykle na górnej powierzchni skrzydła, w postaci palisady rozciągającej się wzdłuż rozpiętości, najczęściej przed lotkami celem zapewnienia sprawności ich działania.